# Берум (Норвегия)
Берум (норв. Bærum) — коммуна в губернии (фюльке) Акерсхус, Норвегия. Административный центр муниципалитета — город Саннвика. Население — 106 932 человека (2007).
Одной из достопримечательностью коммуны является усадьба Фритьофа Нансена — Пульхёгда.